# ブカリ・ドラメ
ブカリ・ドラメ（Boukary Dramé , 1985年7月22日 - ）は、フランス・セーヌ＝サン＝ドニ県・ヴィルパント出身の元サッカー選手。現役時代のポジションはディフェンダー。

## クラブ経歴

### PSG
CSLオルネー＝スー＝ボワでサッカーを始め、パリ・サンジェルマンFCの下部組織に移動した。2005年にトップチームへ昇格し、同年9月11日のRCストラスブール戦でプロデビューを果たした。デビュー年は4試合にとどまり、2年目は降格の危機にあったものの、20試合と出場機会を増やし残留に貢献。UEFAカップ2006-07ではベスト16まで進出した。シーズン終了後、ドラメはエリック・アビダルと並び素晴らしい左SBの1人とみなされ、自身はイングランド・プレミアリーグでその力を試すことを望んでいた。

### ソショー
2007年8月、7月のPSGからの契約延長オファーを断り、同カテゴリーのFCソショーに4年契約で移籍したが、デビュー戦の古巣PSG戦で足首に深刻な負傷をしたため、1年目の出場機会は限られた。
2008年9月1日、シーズン終了までの期間でスペイン・2部のレアル・ソシエダへ貸し出された。2-1で勝利したジムナスティック・タラゴナ戦でデビューし、これがシーズン唯一の出場試合となった。2009年にバーミンガム・シティFCのトライアルへ参加し、プレミアリーグでプレーすることを望むも、契約を勝ち取ることは出来なかった。
レンタル復帰後は、23試合、26試合と主力としてプレーする中で2010-11シーズンの1月に膝の手術のため数週間離脱した。シーズン終了後に契約満了したため、クラブは契約延長を提示したものの年俸が折り合わず退団が決定。フリーエージェントの身となったドラメにベシクタシュJK、トラブゾンスポル、USレッチェ、VfBシュトゥットガルトなど様々なクラブから関心を寄せられ、2011年6月にニューカッスル・ユナイテッドFC、7月にフットボールリーグ・チャンピオンシップのノッティンガム・フォレストFCといったイングランドのクラブへの移籍の噂がたち、8月にはリーズ・ユナイテッドAFCのトライアルに参加していることが報じられたが、同月23日にイタリア・セリエAのキエーヴォ・ヴェローナへ加入した。

## 代表
2005年、マリ戦でセネガル代表デビュー。2006年のアフリカネイションズカップのメンバーにも選出された。

## タイトル
PSG
- クープ・ドゥ・フランス : 2005-06

## 個人成績
| シーズン | クラブ                 | リーグ                 | リーグ | リーグ |
| シーズン | クラブ                 | リーグ                 | 出場   | 得点   |
| -------- | ---------------------- | ---------------------- | ------ | ------ |
| 2005-06  | パリ・サンジェルマン   | リーグ・アン           | 4      | 0      |
| 2006-07  | パリ・サンジェルマン   | リーグ・アン           | 20     | 0      |
| 2007-08  | ソショー               | リーグ・アン           | 10     | 0      |
| 2008-09  | レアル・ソシエダ       | セグンダ・ディビシオン | 1      | 0      |
| 2009-10  | ソショー               | リーグ・アン           | 23     | 0      |
| 2010-11  | ソショー               | リーグ・アン           | 26     | 2      |
| 2011-12  | キエーヴォ・ヴェローナ | セリエA                | 18     | 1      |
| 2012-13  | キエーヴォ・ヴェローナ | セリエA                | 22     | 1      |
| 2013-14  | キエーヴォ・ヴェローナ | セリエA                | 26     | 0      |
| 2014-15  | アタランタ             | セリエA                | 29     | 0      |
| 通算     | 通算                   | 通算                   | 179    | 4      |